# Курцев, Иосиф Владимирович
Иосиф Владимирович Курцев (12 сентября 1937 — 15 марта 2012) — советский и российский учёный в области экономики сельского хозяйства, академик РАСХН (1999).

## Биография
Родился в с. Степинск Северного района Новосибирской области. Окончил Новосибирский СХИ (1960) и аспирантуру Всесоюзного НИИ экономики сельского хозяйства (1963—1966);.
- 1960—1962 агроном колхоза в с. Верх-Алеус Новосибирской области;
- 1962—1966 старший научно-технический сотрудник, с 1963 младший научный сотрудник Сибирского филиала ВНИИ экономики сельского хозяйства;
- учёный секретарь Научно-организационного совета (1966—1968), ученый секретарь Совета по перспективам развития и системам ведения сельского хозяйства (1968—1980), заместитель председателя Совета по экономическим отношениям сельского хозяйства с другими отраслями (1980—1982), заместитель председателя Совета по Продовольственной программе (1982—1983), председатель Совета по перспективам развития и системам ведения сельского хозяйства (1983—1987) ВАСХНИЛ.
- 1987—1996 директор Сибирского НИИ экономики сельского хозяйства.
- 1996—2007 первый заместитель председателя президиума СО РАСХН.
- 2007—2012 главный научный сотрудник ФГБНУ «Сибирский научно-исследовательский институт экономики сельского хозяйства».

По совместительству:
- доцент, профессор кафедры планирования Московской сельскохозяйственной академии им. К. А. Тимирязева (1981—1987).
- заведующий кафедрой «Проблемы рыночных отношений» Новосибирского государственного аграрного университета (1991—2001).

Доктор экономических наук (1980), профессор (1986), академик РАСХН (1999). Академик Монгольской академии сельскохозяйственных наук, Академии сельскохозяйственных наук Республики Казахстан.
Заслуженный деятель науки РФ. Награждён орденом Трудового Красного Знамени (1981), медалью «За освоение целинных земель» (1958).

## Основные работы
Автор (соавтор) более 300 научных трудов, в том числе 42 книг и брошюры, из них 8 монографий.
- Научно-технический прогресс в сельском хозяйстве: (соврем. тенденции и перспективы). — М.: Колос, 1978. — 176 с.
- Организационно-экономические основы формирования и развития многоукладной экономики АПК Сибири / соавт.: А. Т. Стадник и др.; Сиб. НИИ экономики сел. хоз-ва. — Новосибирск, 1995. — 214 с.
- Экономика агропромышленного комплекса Сибири в период перехода к рыночным отношениям / РАСХН. Сиб. отд-ние. Сиб. НИИ экономики сел. хоз-ва. — Новосибирск, 1996. — 144 с.
- Научно-технический прогресс в сельском хозяйстве Сибири (в пршлом-на рубеже веков-в будущем) / Сиб. НИИ экономики сел. хоз-ва. -Новосибирск, 2001. — 283 с.
- Устойчивое развитие агропромышленного комплекса Сибири: предпосылки, факторы, пути / Сиб. НИИ экономики сел. хоз-ва. — Новосибирск, 2005. — 373 с.
- Системы ведения производства в сельскохозяйственных организациях Сибири / соавт.: А. С. Донченко и др.; РАСХН. Сиб. отд-ние. — Новосибирск, 2007. — 346 с.
- Основные направления развития инновационной системы АПК Сибири: метод. рекомендации / Сиб. НИИ экономики сел. хоз-ва. — Новосибирск, 2008. — 58 с.
- Стратегия социально-экономического развития агропромышленного комплекса Сибири до 2025 г. / соавт.: А. С. Донченко и др.; РАСХН. Сиб. отд-ние. — Новосибирск, 2009. — 103 с.
- Инновационное развитие агропромышленного комплекса Сибири. — Новосибирск: СО Россельхозакадемии, 2010. −279 с.
- Организационно-экономический механизм инновационного развития АПК Сибири: метод. рекомендации / Сиб. НИИ экономики сел. хоз-ва. — Новосибирск, 2012. — 59 с.
- Планирование социально-экономического развития ФГУП ОПХ Россельхозакадемии / соавт.: А. С. Донченко и др.; ГНУ Сиб. НИИ экономики сел. хоз-ва. — Новосибирск, 2012. — 373 с.